# Bisschopsring

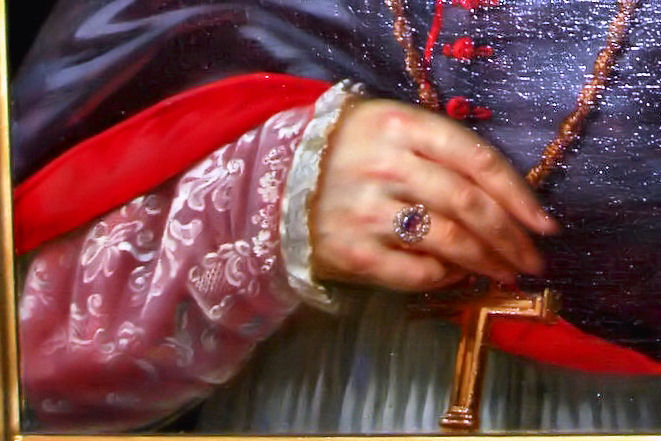
18e-eeuwse bisschopsring

De bisschopsring is een ring die de bisschop wordt overhandigd bij zijn wijding. Het is een der tekenen van de bisschoppelijke waardigheid en is het symbool van zijn trouw aan de hem toevertrouwde gemeenschap van gelovigen.
Deze ring is vaak uit zilver of goud vervaardigd en versierd met een edelsteen of een motief met brood en vis als verwijzing naar de wonderbaarlijke broodvermenigvuldiging. De bisschopsring en het bisschopskruis horen meestal bij elkaar en worden samen aangekocht.